# Róża kasztanowa

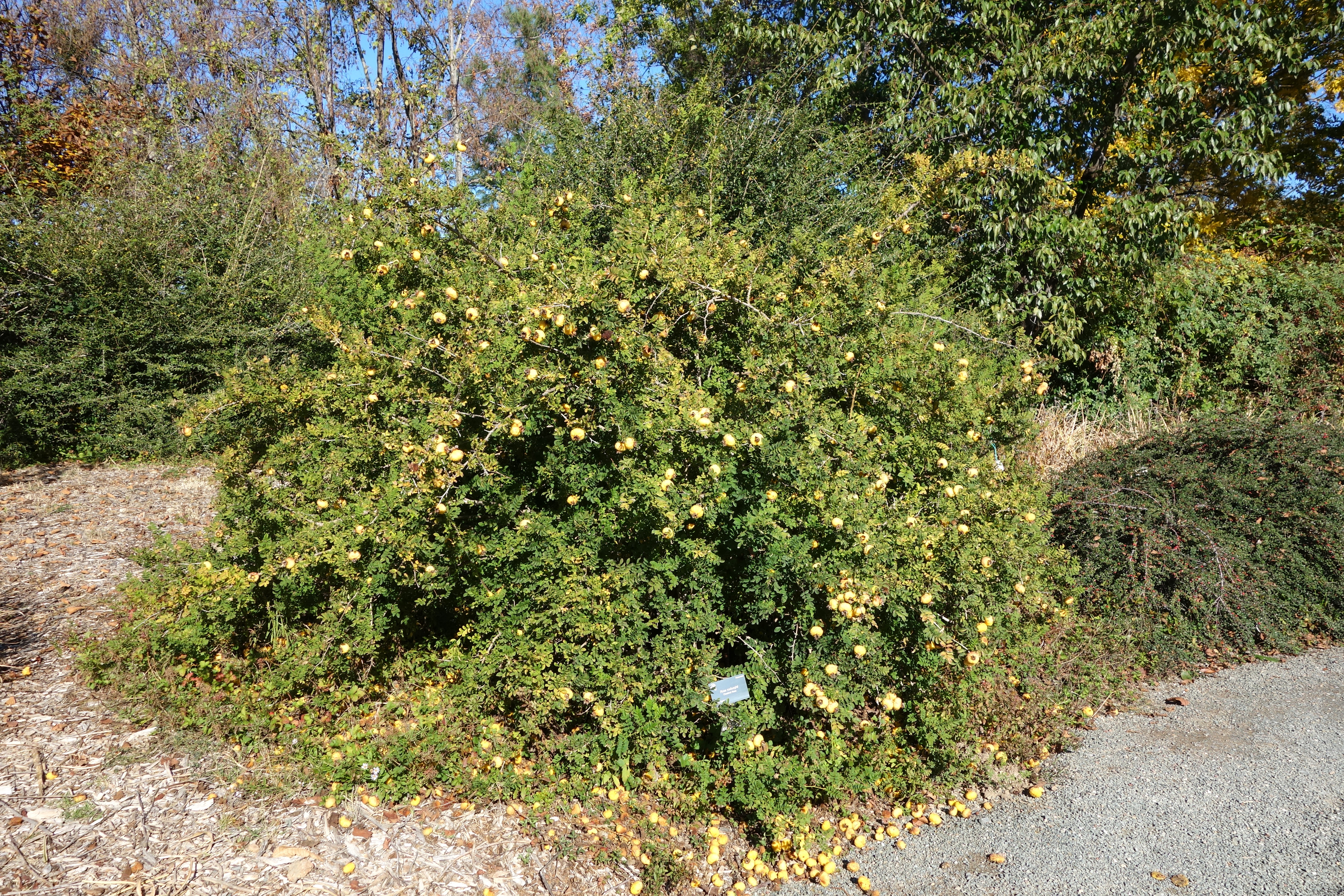
Pokrój krzewu

Róża kasztanowa, róża drobnolistna, róża cili (Rosa roxburghii Tratt.) – gatunek krzewu z rodziny różowatych. Zasięg obejmuje Japonię i Chiny (prowincje i regiony: Anhui, Fujian, Gansu, Kuangsi, Kuejczou, Hubei, Hunan, Jiangxi, Shaanxi, Syczuan, Tybet, Junnan i Zhejiang). Rośnie w górskich lasach i zaroślach, nad strumieniami, sięgając do 1400 m n.p.m. Jest także uprawiana. Owoce są słodkokwaśne i obfitują w witaminy. Są jadane, wykorzystywane do produkcji wina i jako surowiec leczniczy. W medycynie wykorzystuje się także korzenie. Ze względu na efektowne kwiaty i dekoracyjne owoce róża ta jest sadzona także jako ozdobna, a jako krzew kolczasty znajduje też zastosowanie sadzona w formie żywopłotów. W Europie uprawiana od początków XX wieku.

## Morfologia

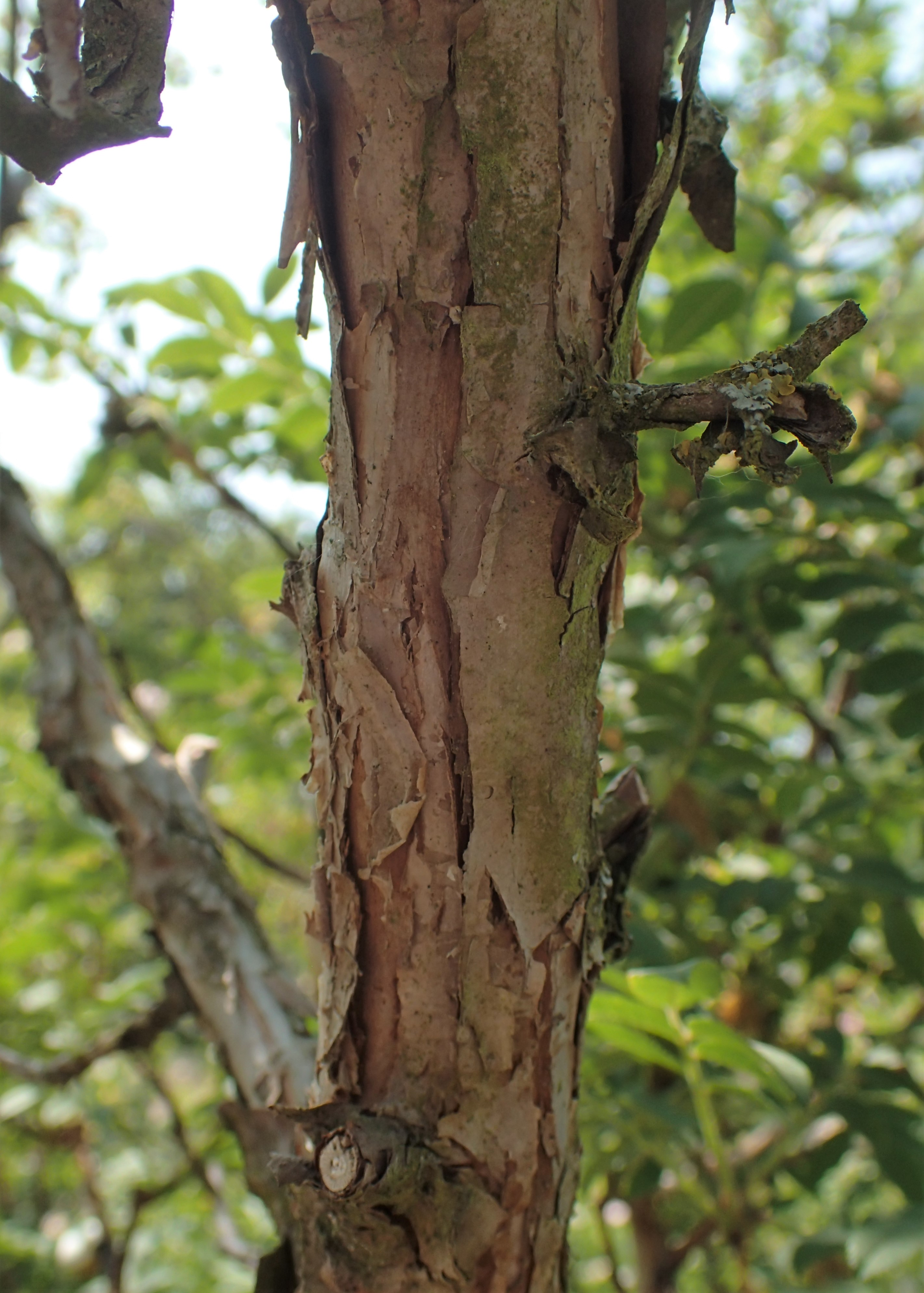
Kora
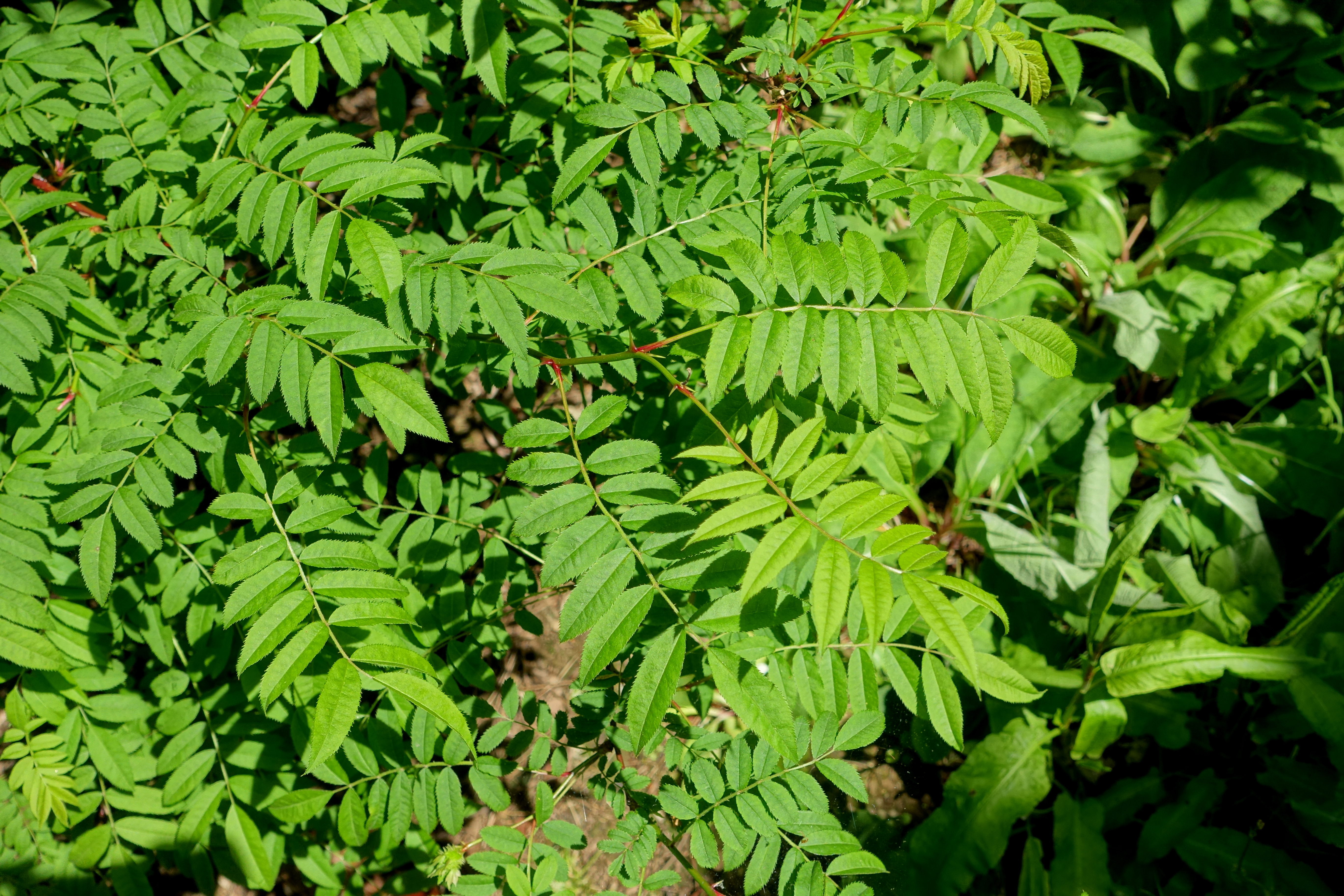
Liście
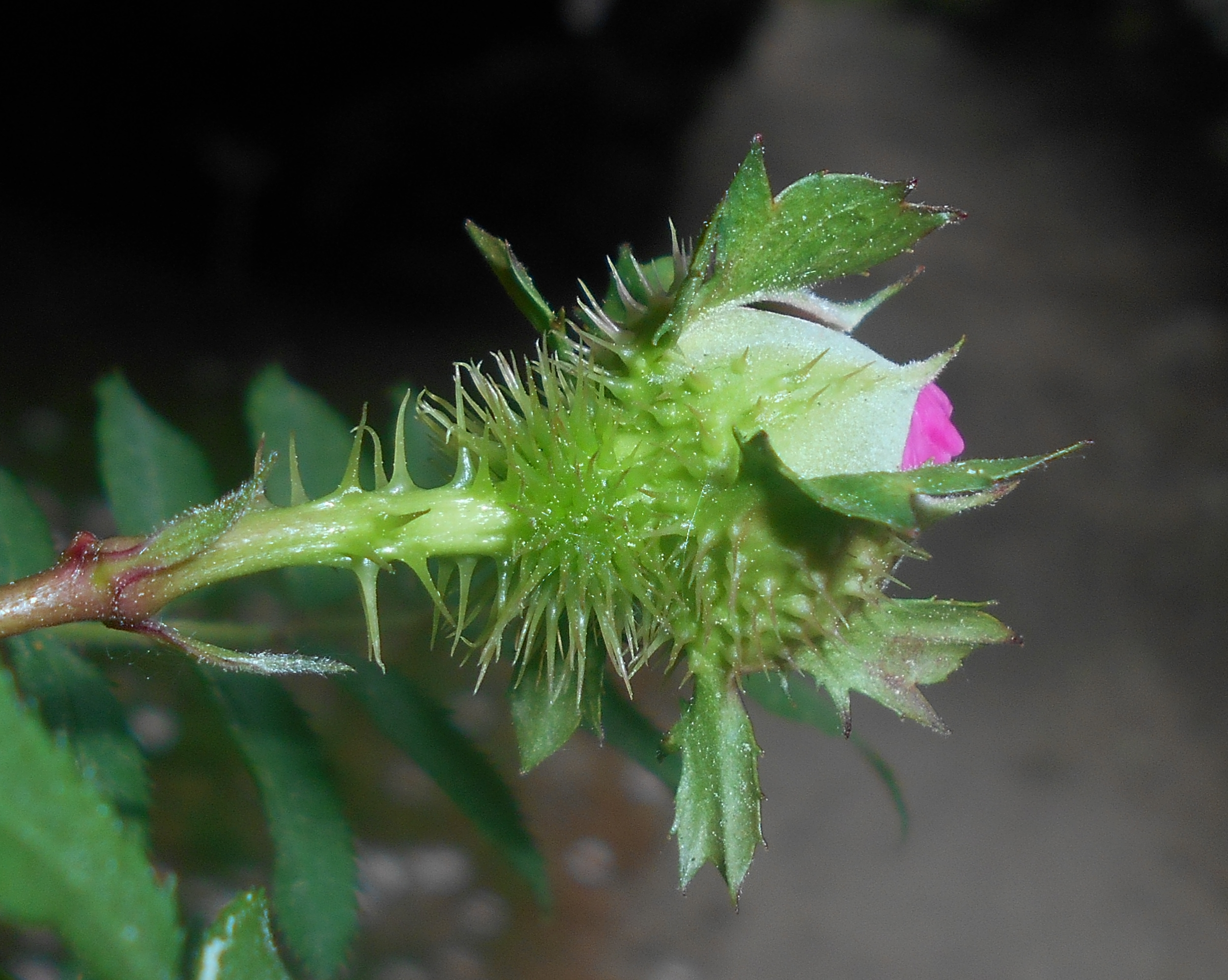
Pąk kwiatowy
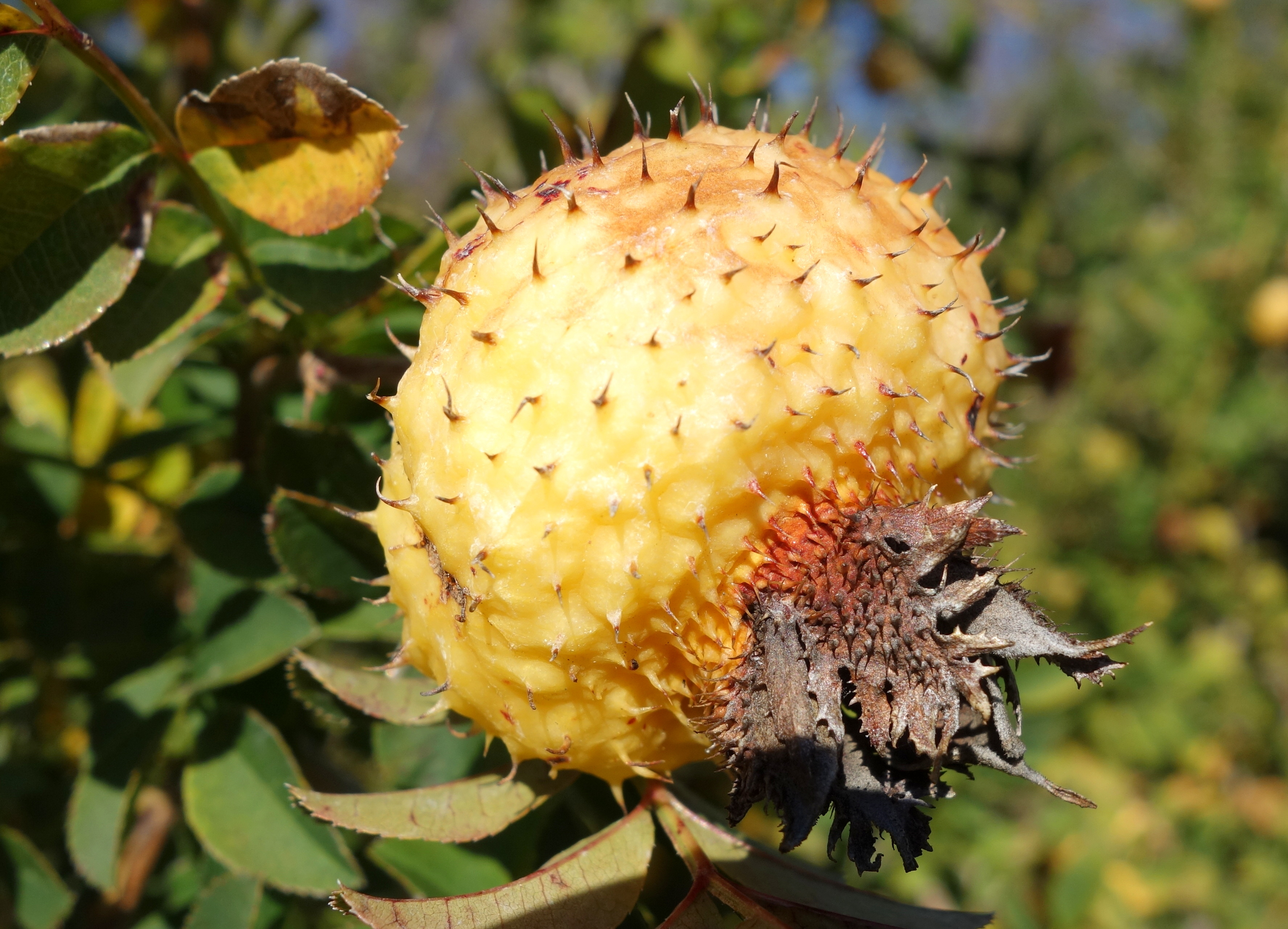
Owoc

PokrójLuźno rosnący krzew osiągający do 2,5 m (f. roxburghii) i 3 m lub nawet 5 m (f. normalis) wysokości. Pędy wznoszące się i rozpościerające się, młode cylindryczne na przekroju, fioletowobrązowe, starsze pokryte szarobrązową, łuszczącą się korą. Kolce wyrastają zwykle parami, osiągają do 5 mm długości,  zazwyczaj są proste i nieco spłaszczone, nagle rozszerzając się przy szerokiej nasadzie.
LiścieŻywozielone, pierzasto złożone z 9–15 listków (czasem nawet do 19 u f. roxburghii). Osiągają wraz z ogonkiem 5–11 cm długości. Przylistki są na większej ich długości przyrośnięte do ogonka, a wolne końce są cienkie, na brzegu gruczołowato owłosione. Ogonek i oś liścia pokryte są niewielkimi, rzadko rozmieszczonymi kolcami. Listki liścia złożonego mają kształt owalny do jajowatego, długość 1–2 cm i szerokość 0,6 do 1,2 cm. Blaszka listków jest naga, od spodu z wyraźnymi żyłkami przewodzącymi. Brzeg pojedynczo piłkowany, nasada zbiegająca, a wierzchołek zaostrzony lub tępy.
KwiatyWyrastają pojedynczo lub skupione po 2–3 na końcach pędów. Osadzone są na krótkich szypułkach i wsparte dwoma lub trzema drobnymi przysadkami, szybko opadającymi. Hypancjum jest kulistawe i gęsto pokryte  kolcami. Działek kielicha jest 5, szerokojajowatych, od zewnątrz kolczastych, od wewnątrz omszonych, na brzegu pierzasto klapowanych. Korona kwiatu o średnicy ok. 4–6 cm, składa się z 5 jajowatych płatków. Szyjki słupków wolne, omszone, krótsze od żółtych pręcików.
OwoceNiełupki osadzone tylko u nasady i zamknięte wewnątrz kulistawego, nieco spłaszczonego owocu pozornego (szupinkowego) o średnicy ok. 1,5–2 cm (według części źródeł nawet do 4 cm średnicy), koloru początkowo zielonego, po dojrzeniu żółtopomarańczowego, pokrytego gęsto kolcami.

## Systematyka

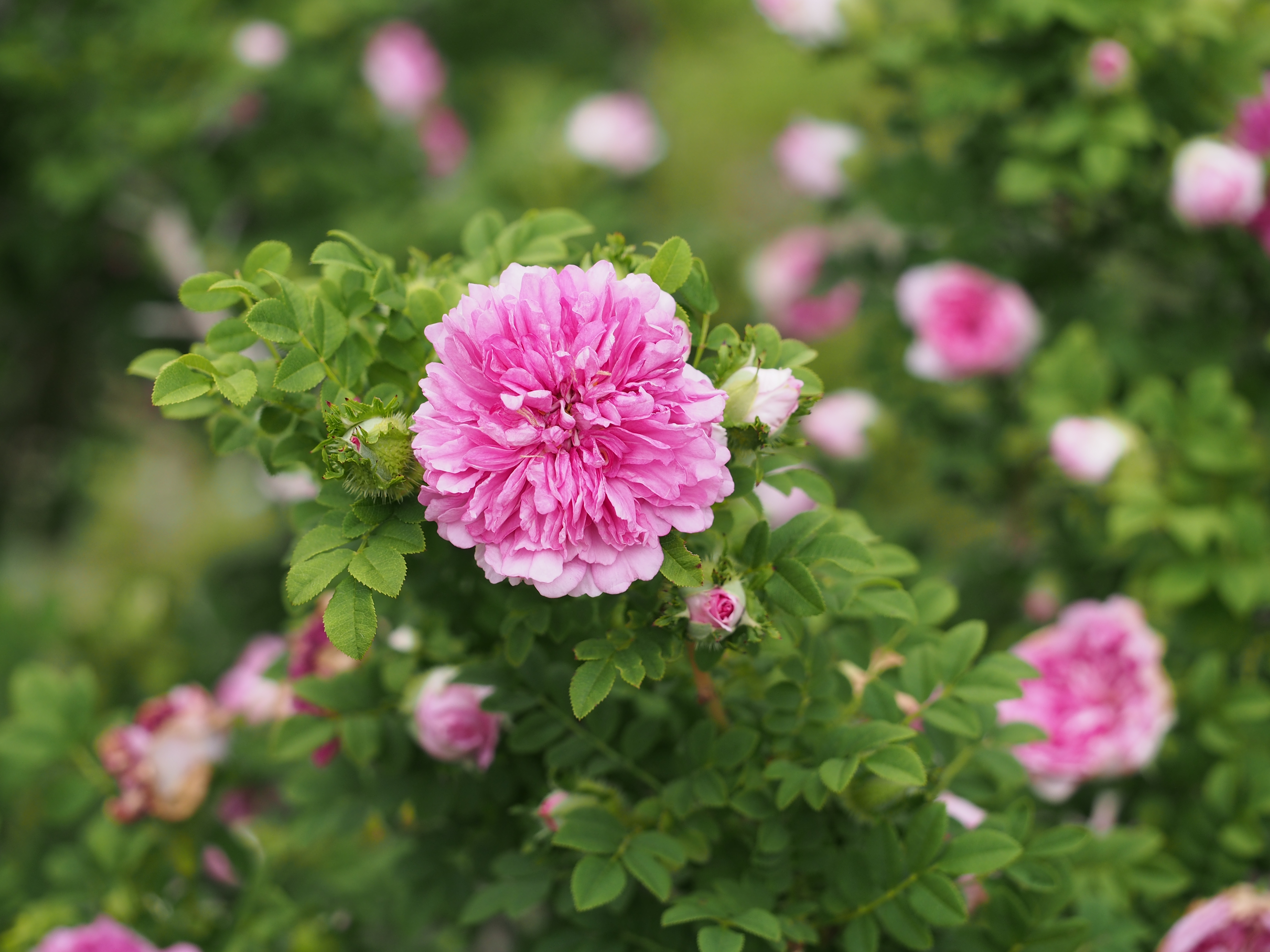
Odmiana pełnokwiatowa f. roxburghii

Wyróżniane są dwie formy, czasem podnoszone do rangi odmian:
- f. normalis – krzew wyższy (do 3 m)[10], korona z pojedynczym okółkiem płatków, często białych, czasem lilaróżowych, osiągających do 4–6 cm średnicy[12][9],
- f. roxburghii – krzewy od 1 do 2,5 m, korona ze zwielokrotnionym okółkiem płatków barwy jasnoróżowej[12] do czerwonej, o średnicy 5–6 cm[9].

Wyróżniana jest też odmiana var. hirtula z Japonii o liściach owłosionych od spodu, kwiatach pojedynczych, jasnoróżowych. Czasem bywa ona podnoszona do rangi osobnego gatunku Rosa hirtula Regel.
Znany jest mieszaniec tego gatunku, prawdopodobnie uzyskany w wyniku krzyżowania z Rosa macrophylla nazwany Rosa ×coryana Hurst 1988 (ma niższe pędy, maksymalnie do 2 m wysokości, jest mniej kolczasta i ma jasnokarminowe kwiaty). Inny mieszaniec uzyskany w wyniku krzyżowania z różą pomarszczoną R. rugosa nazwany został R. ×vilmorinii Bean. Trees & shrubs 2: 441. 1914. 
Gatunek wraz z Rosa praelucens zaliczany jest tradycyjnie do podrodzaju Platyrhodon w obrębie rodzaju róża Rosa. Ze względu na wyniki badań molekularnych wskazujących na pokrewieństwo tej grupy z sekcją Laevigatae podrodzaju Rosa współcześnie róże Platyrhodon wyodrębniane są w randze sekcji.

## Zastosowanie
Roślina uprawiana może być w strefach mrozoodporności od 5 do 10. Uprawiana jest w Chinach jako krzew owocowy, leczniczy, ozdobny i w żywopłotach ochronnych (ze względu na kolce). Poza Chinami zalecany do uprawy jako krzew ozdobny, zwłaszcza z powodu oryginalnych owoców. 
Owoce w smaku przypominają melona lub ananasa. Łatwo się je zbiera, ponieważ dojrzałe same opadają z krzewów. W ofercie handlowej znane są pod nazwą „cili fruit”. Z owoców tych w południowo-zachodnich Chinach sporządza się napój zwany cili. Ze względu na dużą zawartość witaminy C (4500–6800 mg/100 g suchej masy) i oksydoredukcyjną aktywność dysmutazy ponadtlenkowej przypisywane jest mu działanie zapobiegające efektom starzenia i przeciwnowotworowe. Cili wyróżniają się także dużą zawartością flawonoidów (od ok. 6 tys. do 13 tys. mg/100 g suchej masy), kwasów organicznych (40 mg/g), olejków eterycznych i aminokwasów. Z owoców sporządza się napoje, soki, wina i oferowane są jako tzw. zdrowa żywność. Jadalny jest nie tylko mięsisty owoc szupinkowy otaczający właściwe owoce, ale też i one po usunięciu okrywających je włosków i sproszkowaniu stanowią dodatek do mąki, wartościowy ze względu na dużą zawartość witaminy E. 
Róża kasztanowa wykorzystywana jest w produkcji odmian ozdobnych róż. W wyniku krzyżowania z nią uzyskano niektóre odmiany róż wielkokwiatowych ('Floradora', 'Cinnabar', 'Käthe Duvigneau', 'Improved Cinnabar'). Krzyżówki z różą kasztanową określane są grupą 'Hybrid Roxburghii'. Należy do niej m.in. 'Triomphe de la Guillotière' uzyskana w połowie XIX wieku we Francji.